# Данстер, Фил
Филип Джеймс «Фил» Данстер (англ. Philip James «Phil» Dunster, род. 31 марта 1992, Нортгемптон) — английский актёр. Известен по ролям в сериалах «Ответный удар» (2017-2018), «Люди» (2018), «Час дьявола» (2022) и «Тед Лассо» (2020-2023). В 2023 году за роль Джейми Тартта в сериале «Тед Лассо» Фил Данстер был номинирован на премию «Эмми» за лучшую мужскую роль второго плана в комедийном телесериале.

## Биография
Данстер родился в Нортгемптоне. Учился в школе Лейтон-Парк в Рединге, был старостой класса. В детстве играл в регби, но в возрасте 15 лет после неудачной попытки отбора в команду Лондон Айриш оставил этот вид спорта. Фил продолжил обучение в театральной школе «Bristol Old Vic» и окончил её в 2014 году со степенью бакалавра актёрского мастерства.

## Карьера
В 2015 году Фил Данстер сыграл роль Клавдио в постановке шекспировской пьесы «Много шума из ничего» в театре Рединга. В том же году дебютировал как актёр телевидения в ситкоме «Катастрофа».
В 2020 году приступил к съёмкам в спортивном ситкоме «Тед Лассо» в роли футболиста Джейми Тартта.

## Семья и личная жизнь
С ноября 2017 года состоит в отношениях с кинорежиссёром Элли Хейдон. В августе 2024 года стало известно об их помолвке. 

Болеет за футбольный клуб «Уимблдон».

## Фильмография

### Кино
| Год  | Название                         | Оригинальное название        | Роль                   | Примечания                       |
| ---- | -------------------------------- | ---------------------------- | ---------------------- | -------------------------------- |
| 2013 | Сын режиссёра                    | The Film-Maker's Son         | Большой Робби          |                                  |
| 2015 | Тени                             | Shadows                      |                        | короткометражный                 |
| 2015 | Восхождение Крэйсов              | The Rise of the Krays        | Дики Бэйкер            |                                  |
| 2016 | Падение Крэйсов                  | The Fall of the Krays        | Дики Бэйкер            |                                  |
| 2017 | Меган Ливи                       | Megan Leavey                 | Колетта                |                                  |
| 2017 | Убийство в «Восточном экспрессе» | Murder on the Orient Express | капитан Джон Армстронг |                                  |
| 2018 | Чистая правда                    | All Is True                  | Генри, студент         |                                  |
| 2019 | Джуди                            | Judy                         | Бен                    |                                  |
| 2019 | Хороший лжец                     | The Good Liar                | Рой                    |                                  |
| 2022 | Прагма                           | Pragma                       | Джек Хёрт              | короткометражный; также продюсер |
| 2025 | Представь это                    | Picture This                 | Майло Боннер           |                                  |

### Телевидение
| Год        | Название                            | Оригинальное название                 | Роль                        | Примечания                |
| ---------- | ----------------------------------- | ------------------------------------- | --------------------------- | ------------------------- |
| 2015–2017  | Катастрофа                          | Catastrophe                           | Нико                        | 2 эпизода                 |
| 2016       | Счастливчик                         | Stan Lee's Lucky Man                  | Джей Си                     | 2 эпизода                 |
| 2017       | Всё включено                        | Benidorm                              | Райан                       | 1 эпизод                  |
| 2017       | Мужчина в оранжевой рубашке         | Man in an Orange Shirt                | Бруно                       | 1 эпизод                  |
| 2017–2018  | Ответный удар                       | Strike Back                           | младший капрал Уилл Дженсен | 8 эпизодов                |
| 2018       | Спаси меня                          | Save Me                               | Би Джей МакГори             | 5 эпизодов                |
| 2018       | Люди                                | Humans                                | Тристан                     | 6 эпизодов                |
| 2018       | Без обид                            | No Offence                            | Главный инспектор Пембрук   | 2 эпизода                 |
| 2019       | Екатерина Великая                   | Catherine the Great                   | Андрей Разумовский          | мини-сериал; 2 эпизода    |
| 2020       | Дракула                             | Dracula                               | Куинси Моррис               | мини-сериал; 1 эпизод     |
| 2020       | Неприятности с Мэгги Коул           | The Trouble with Maggie Cole          | Джейми Коул                 | основная роль; 6 эпизодов |
| 2020–2023  | Тед Лассо                           | Ted Lasso                             | Джейми Тартт                | основная роль; 34 эпизода |
| 2022       | Десять процентов                    | Ten Percent                           | Джордан О’Коннор            | 1 эпизод                  |
| 2022–н.вр. | Час дьявола                         | The Devil's Hour                      | Майк Стивенс                | основная роль             |
| 2023       | Ханна Уоддингем: Домой на Рождество | Hannah Waddingham: Home for Christmas | в роли самого себя          | спецпроект                |
| 2025       | На поверхности                      | Surface                               | Куинн                       | сезон 2                   |

### Видеоигры
| Год  | Название | Роль    | Примечания  |
| ---- | -------- | ------- | ----------- |
| 2023 | Valorant | Max Bot | озвучивание |

## Роли в театре
| Год  | Название             | Оригинальное название  | Роль          | Автор                 | Режиссёр                   |
| ---- | -------------------- | ---------------------- | ------------- | --------------------- | -------------------------- |
| 2015 | Много шума из ничего | Much Ado About Nothing | Клавдио       | Уильям Шекспир        | Хэл Чемберс                |
| 2016 | Розовый туман        | Pink Mist              | Артур         | Оуэн Ширс             | Джордж Манн, Джон Реталлак |
| 2016 | Комедиант            | The Entertainer        | Грэм          | Джон Осборн           | Роб Эшфорд                 |
| 2024 | Оклахома!            | Oklahoma!              | Кёрли Маклейн | Роджерс и Хаммерстайн | Билл Димер                 |

## Награды и номинации
| Год  | Премия                                | Номинация                                                  | Название      | Результат | Прим.  |
| ---- | ------------------------------------- | ---------------------------------------------------------- | ------------- | --------- | ------ |
| 2016 | Премия Лоренса Оливье                 | Выдающиеся достижения в партнёрском театре                 | Розовый туман | Номинация | [ 16 ] |
| 2017 | Off West End Awards                   | Лучшая мужская роль в пьесе                                | Розовый туман | Номинация |        |
| 2021 | Премия Гильдии киноактёров США (2021) | Лучший актёрский состав в комедийном сериале               | Тед Лассо     | Номинация | [ 17 ] |
| 2022 | Премия Гильдии киноактёров США (2022) | Лучший актёрский состав в комедийном сериале               | Тед Лассо     | Победа    | [ 18 ] |
| 2023 | Just About Write Awards               | Выдающаяся роль второго плана — комедия                    | Тед Лассо     | Победа    | [ 19 ] |
| 2023 | Премия OFTA                           | Лучший актёр второго плана в комедийном сериале            | Тед Лассо     | Победа    | [ 20 ] |
| 2024 | Выбор критиков                        | Лучший актёр второго плана в комедийном сериале            | Тед Лассо     | Номинация | [ 21 ] |
| 2024 | Эмми                                  | Лучшая мужская роль второго плана в комедийном телесериале | Тед Лассо     | Номинация | [ 22 ] |
| 2024 | Astra TV Awards                       | Лучший актёр второго плана в комедийном веб-сериале        | Тед Лассо     | Номинация | [ 23 ] |
| 2024 | Премия Гильдии киноактёров США (2024) | Лучший актёрский состав в комедийном сериале               | Тед Лассо     | Номинация | [ 24 ] |